# 黑條喬凡尼

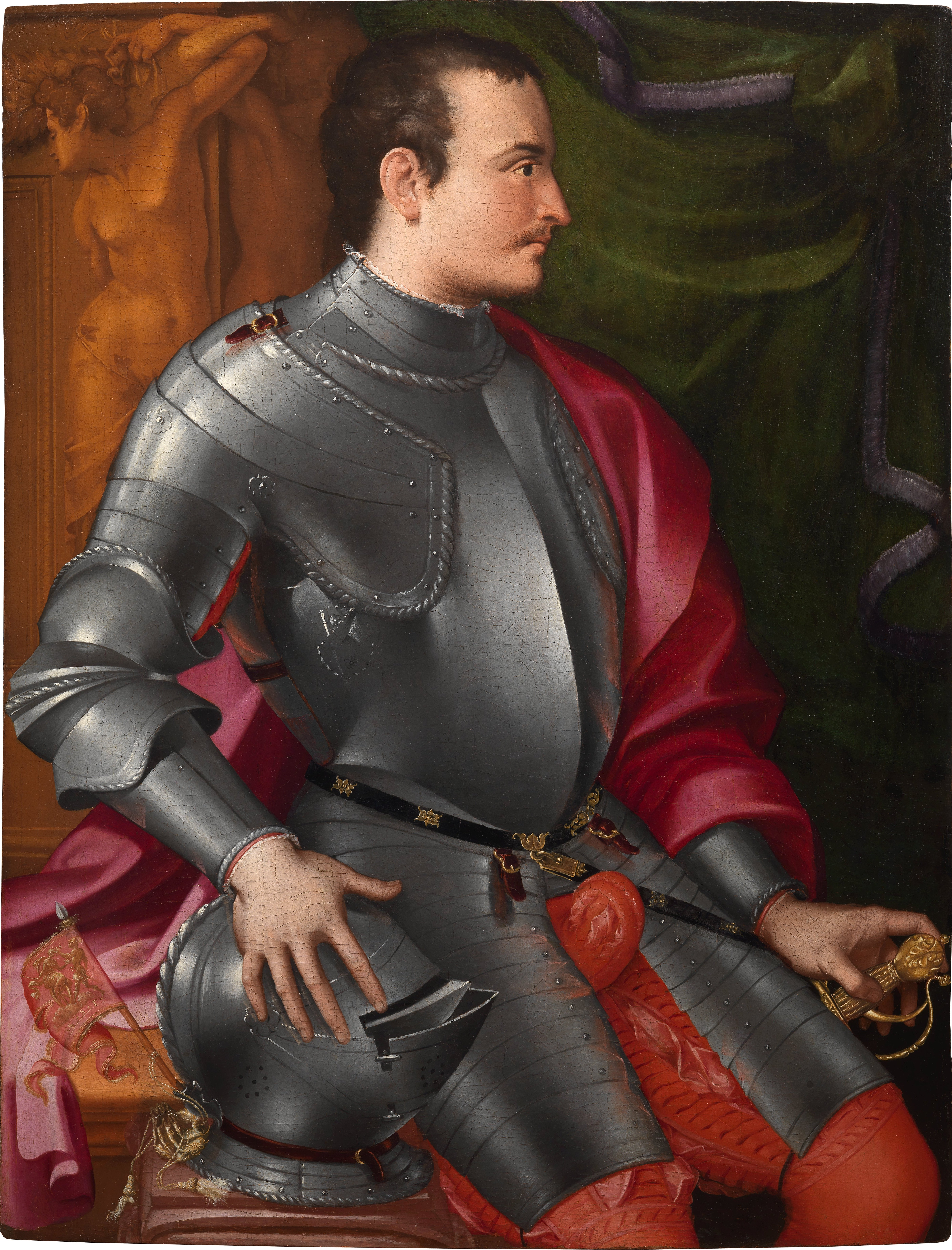

黑條喬凡尼（義大利語：Giovanni delle Bande Nere，1498年4月6日—1526年11月30日），16世紀義大利的一位僱傭兵隊長，出自美第奇家族。
喬凡尼的父親是老羅倫佐的孫子「平凡的」喬凡尼，母親是米蘭公爵加萊亞佐·馬里亞·斯福爾扎的女兒卡特琳娜。喬凡尼的妻子是瑪麗亞·薩維亞蒂，兩人的獨子是日後的托斯卡納大公科西莫一世。